# Nature Valley Open 2018 - Qualificazioni femminili
Le qualificazioni del singolare del Nature Valley Open 2018 sono state un torneo di tennis preliminare per accedere alla fase finale della manifestazione. Le vincitrici dell'ultimo turno sono entrate di diritto nel tabellone principale. In caso di ritiro di una o più giocatrici aventi diritto a queste sono subentrate le lucky loser, ossia le giocatrici che hanno perso nell'ultimo turno ma che avevano una classifica più alta rispetto alle altre partecipanti che avevano comunque perso nel turno finale.

## Teste di serie
1. Zheng Saisai (qualificata)
2. Irina Falconi (qualificata)
3. Lizette Cabrera (ultimo turno)
4. Paula Badosa Gibert (ultimo turno)
5. Miharu Imanishi (primo turno)
6. Jaimee Fourlis (ultimo turno)

1. Ankita Raina (primo turno)
2. Elena-Gabriela Ruse (qualificata)
3. Katie Swan (qualificata)
4. Danielle Lao (qualificata)
5. Valerija Savinych (qualificata)
6. Abbie Myers (primo turno)

## Qualificate
1. Zheng Saisai
2. Irina Falconi
3. Valerija Savinych

1. Katie Swan
2. Elena-Gabriela Ruse
3. Danielle Lao

## Tabellone

### Legenda
| - Q = Qualificato - WC = Wild card - LL = Lucky loser | - ALT = Alternate - SE = Special Exempt - PR = Protected Ranking | - w/o = Walkover - r = Ritirato - d = Squalificato |

### Sezione 1
|  | 1º turno | 1º turno         | 1º turno | 1º turno | 1º turno |  |  | 2º turno     | 2º turno     | 2º turno     | 2º turno | 2º turno |  |
|  |          |                  |          |          |          |  |  |              |              |              |          |          |  |
|  | 1        | Zheng Saisai     | 3        | 6        | 6        |  |  |              |              |              |          |          |  |
|  |          | Alla Kudrjavceva | 6        | 2        | 1        |  |  | Zheng Saisai | Zheng Saisai | Zheng Saisai | 6        | 6        |  |
|  | WC       | Ella Taylor      | 4        | 6        | 6        |  |  | Ella Taylor  | Ella Taylor  | Ella Taylor  | 3        | 4        |  |
|  | 12       | Abbie Myers      | 6        | 1        | 4        |  |  |              |              |              |          |          |  |

### Sezione 2
|  | 1º turno | 1º turno       | 1º turno       | 1º turno | 1º turno |  |  | 2º turno      | 2º turno      | 2º turno | 2º turno | 2º turno |  |
|  |          |                |                |          |          |  |  |               |               |          |          |          |  |
|  | 2        | Irina Falconi  | Irina Falconi  | 6        | 6        |  |  |               |               |          |          |          |  |
|  |          | Freya Christie | Freya Christie | 2        | 2        |  |  | Irina Falconi | Irina Falconi | 7        | 67       | 6        |  |
|  |          | Naiktha Bains  | Naiktha Bains  | 6        | 6        |  |  | Naiktha Bains | Naiktha Bains | 6(0)     | 7        | 2        |  |
|  | 7        | Ankita Raina   | Ankita Raina   | 0        | 4        |  |  |               |               |          |          |          |  |

### Sezione 3
|  | 1º turno | 1º turno               | 1º turno               | 1º turno | 1º turno |  |  | 2º turno          | 2º turno          | 2º turno | 2º turno | 2º turno |  |
|  |          |                        |                        |          |          |  |  |                   |                   |          |          |          |  |
|  | 3        | Lizette Cabrera        | Lizette Cabrera        | 6        | 6        |  |  |                   |                   |          |          |          |  |
|  |          | Aleksandrina Najdenova | Aleksandrina Najdenova | 1        | 1        |  |  | Lizette Cabrera   | Lizette Cabrera   | 7        | 5        | 3        |  |
|  | WC       | Jodie Burrage          | Jodie Burrage          | 3        | 6        |  |  | Valerija Savinych | Valerija Savinych | 63       | 7        | 6        |  |
|  | 11       | Valerija Savinych      | Valerija Savinych      | 6        | 7        |  |  |                   |                   |          |          |          |  |

### Sezione 4
|  | 1º turno | 1º turno            | 1º turno            | 1º turno | 1º turno |  |  | 2º turno            | 2º turno            | 2º turno | 2º turno | 2º turno |  |
|  |          |                     |                     |          |          |  |  |                     |                     |          |          |          |  |
|  | 4        | Paula Badosa Gibert | Paula Badosa Gibert | 6        | 6        |  |  |                     |                     |          |          |          |  |
|  |          | Ingrid Neel         | Ingrid Neel         | 2        | 3        |  |  | Paula Badosa Gibert | Paula Badosa Gibert | 6        | 2        | 1        |  |
|  |          | Abigail Tere-Apisah | 6                   | 3        | 4        |  |  | Katie Swan          | Katie Swan          | 2        | 6        | 6        |  |
|  | 9        | Katie Swan          | 4                   | 6        | 6        |  |  |                     |                     |          |          |          |  |

### Sezione 5
|  | 1º turno | 1º turno            | 1º turno            | 1º turno | 1º turno |  |  | 2º turno            | 2º turno            | 2º turno | 2º turno | 2º turno |  |
|  |          |                     |                     |          |          |  |  |                     |                     |          |          |          |  |
|  | 5        | Miharu Imanishi     | Miharu Imanishi     | 2        | 3        |  |  |                     |                     |          |          |          |  |
|  | WC       | Tara Moore          | Tara Moore          | 6        | 6        |  |  | Tara Moore          | Tara Moore          | 2        | 6        | 4        |  |
|  | WC       | Eden Silva          | Eden Silva          | 68       | 4        |  |  | Elena-Gabriela Ruse | Elena-Gabriela Ruse | 6        | 3        | 6        |  |
|  | 8        | Elena-Gabriela Ruse | Elena-Gabriela Ruse | 7        | 6        |  |  |                     |                     |          |          |          |  |

### Sezione 6
|  | 1º turno | 1º turno            | 1º turno            | 1º turno | 1º turno |  |  | 2º turno       | 2º turno       | 2º turno       | 2º turno | 2º turno |  |
|  |          |                     |                     |          |          |  |  |                |                |                |          |          |  |
|  | 6        | Jaimee Fourlis      | 3                   | 6        | 6        |  |  |                |                |                |          |          |  |
|  |          | Abigail Spears      | 6                   | 3        | 4        |  |  | Jaimee Fourlis | Jaimee Fourlis | Jaimee Fourlis | 3        | 2        |  |
|  |          | Anastasia Rodionova | Anastasia Rodionova | 3        | 2        |  |  | Danielle Lao   | Danielle Lao   | Danielle Lao   | 6        | 6        |  |
|  | 10       | Danielle Lao        | Danielle Lao        | 6        | 6        |  |  |                |                |                |          |          |  |